# Cytherura mainensis
Cytherura mainensis är en kräftdjursart som beskrevs av Hazel och Valentine 1969. Cytherura mainensis ingår i släktet Cytherura och familjen Cytheruridae. Inga underarter finns listade i Catalogue of Life.